# Книвста (община)
Община Книвста (на шведски: Knivsta kommun) е разположена в лен Упсала, източна централна Швеция с обща площ 297 km2 и население 15 580 души (към 31 декември 2013). Административен център на община Книвста е едноименния град Книвста.